# The Soul Sessions Vol. 2
The Soul Sessions Vol. 2 is het zesde studioalbum van de Engelse zangeres Joss Stone. Het album kwam uit op 20 juli 2012. Het album kwam op nummer 2 binnen in de Nederlandse Album Top 100. De titel van het album verwijst naar Stone's debuutalbum, The Soul Sessions, dat in 2003 werd uitbracht, toen Stone 16 jaar was.

## Afspeellijst
| Nr. | Titel                                          | Schrijver(s)                    | Duur |
| --- | ---------------------------------------------- | ------------------------------- | ---- |
| 1.  | I Got the Blues                                | Labi Siffre                     | 4:59 |
| 2.  | (For God's Sake) Give More Power to the People | Eugene Record                   | 3:44 |
| 3.  | While You're Out Looking for Sugar             | Ronald Dunbar, Edyth Wayne      | 3:28 |
| 4.  | Sideways Shuffle                               | Tim Renwick                     | 3:38 |
| 5.  | I Don't Wanna Be With Nobody But You           | Eddie Floyd                     | 5:00 |
| 6.  | Teardrops                                      | Cecil & Linda Womack            | 5:55 |
| 7.  | Stoned Out of My Mind                          | Record, Barbara Acklin          | 3:12 |
| 8.  | The Love We Had (Stays on My Mind)             | Terry Callier, Larry Wade       | 4:42 |
| 9.  | The High Road                                  | James Mercer, Brian Burton      | 4:40 |
| 10. | Pillow Talk                                    | Sylvia Robinson, Michael Burton | 4:42 |
| 11. | Then You Can Tell Me Goodbye                   | John D. Loudermilk              | 3:51 |

## Hitnotering
| "The Soul Sessions, Vol. 2" in de Nederlandse Album Top 100 - binnen: 28-07-2012 | "The Soul Sessions, Vol. 2" in de Nederlandse Album Top 100 - binnen: 28-07-2012 | "The Soul Sessions, Vol. 2" in de Nederlandse Album Top 100 - binnen: 28-07-2012 | "The Soul Sessions, Vol. 2" in de Nederlandse Album Top 100 - binnen: 28-07-2012 | "The Soul Sessions, Vol. 2" in de Nederlandse Album Top 100 - binnen: 28-07-2012 | "The Soul Sessions, Vol. 2" in de Nederlandse Album Top 100 - binnen: 28-07-2012 | "The Soul Sessions, Vol. 2" in de Nederlandse Album Top 100 - binnen: 28-07-2012 | "The Soul Sessions, Vol. 2" in de Nederlandse Album Top 100 - binnen: 28-07-2012 | "The Soul Sessions, Vol. 2" in de Nederlandse Album Top 100 - binnen: 28-07-2012 | "The Soul Sessions, Vol. 2" in de Nederlandse Album Top 100 - binnen: 28-07-2012 | "The Soul Sessions, Vol. 2" in de Nederlandse Album Top 100 - binnen: 28-07-2012 | "The Soul Sessions, Vol. 2" in de Nederlandse Album Top 100 - binnen: 28-07-2012 |
| Week                                                                             | 01                                                                               | 02                                                                               | 03                                                                               | 04                                                                               | 05                                                                               | 06                                                                               | 07                                                                               | 08                                                                               | 09                                                                               | 10                                                                               |                                                                                  |
| -------------------------------------------------------------------------------- | -------------------------------------------------------------------------------- | -------------------------------------------------------------------------------- | -------------------------------------------------------------------------------- | -------------------------------------------------------------------------------- | -------------------------------------------------------------------------------- | -------------------------------------------------------------------------------- | -------------------------------------------------------------------------------- | -------------------------------------------------------------------------------- | -------------------------------------------------------------------------------- | -------------------------------------------------------------------------------- | -------------------------------------------------------------------------------- |
| Nummer                                                                           | 2                                                                                | 10                                                                               | 18                                                                               | 27                                                                               | 58                                                                               | 48                                                                               | 54                                                                               | 47                                                                               | 75                                                                               | 81                                                                               | uit                                                                              |